# La Vallée-du-Richelieu
La Vallée-du-Richelieu (AFI: [valedyʀiʃəljø]) es un municipio regional de condado (MRC) fundado en 1982 en Quebec, Canadá. Está ubicada en la región de Montérégie-Est en Montérégie. La mayor parte de los municipios del MRC están incluidos en la Communidad metropolitana de Montreal también. En 2013 el MRC tenía una población de 121 725 habitantes en una densidad poblacional de 207 personas por km². La sede del MRC es McMasterville aunque la ciudad más poblada es Chambly.

## Geografía

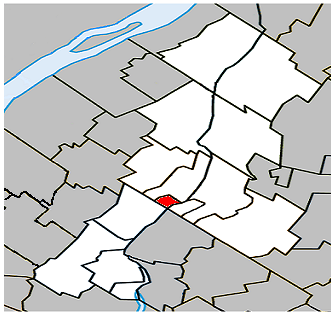
Municipios en La Vallée-du-Richelieu, en rojo McMasterville

La Vallée-du-Richelieu se encuentra entre el MRC de Pierre-De Saurel al norte, Les Maskoutains y Rouville al este, Le Haut-Richelieu al sur, así como la aglomeración de Longueuil y el MRC de Marguerite-D'Youville al sur.

## Historia
El nombre del MRC traduce la geografía regional. El nombre del río Richelieu honora el cardinal francés Richelieu. La primera referencia escrita conocida de este nombre es de John L’Espérance sobre la expresión inglesa Valley of Richelieu y más tarde en francés por Isidore Desnoyers en ‘’Histoire des paroisses de la vallée du Richelieu’’.

## Política
La Vallée-du-Richelieu hace parte de las circunscripciones electorales de Borduas y de Chambly a nivel provincial y de Chambly-Borduas y de Verchères-Les Patriotes a nivel federal.

## Componentes
| Código | Nombre                      | Tipo      | Fecha de constitución | Área total (km²) | Área agua (km²) | Área tierra (km²) | Población 2013 | Densidad (hab./km²) |
| ------ | --------------------------- | --------- | --------------------- | ---------------- | --------------- | ----------------- | -------------- | ------------------- |
| 57005  | Chambly                     | Ciudad    | 26.10.1848            | 27,53            | 2,44            | 25,09             | 27 766         | 1106,7              |
| 57010  | Carignan                    | Ciudad    | 01.07.1855            | 65,07            | 2,75            | 62,32             | 8356           | 134,1               |
| 57020  | Saint-Basile-le-Grand       | Ciudad    | 15.06.1871            | 36,84            | 0,99            | 35,85             | 17 065         | 476,0               |
| 57025  | McMasterville               | Municipio | 31.07.1917            | 3,38             | 0,26            | 3,12              | 5746           | 1841,7              |
| 57030  | Otterburn Park              | Ciudad    | 01.07.1855            | 5,70             | 0,35            | 5,35              | 8470           | 1583,2              |
| 57033  | Saint-Jean-Baptiste         | Municipio | 01.07.1855            | 72,88            | 0,22            | 72,66             | 3254           | 44,8                |
| 57035  | Mont-Saint-Hilaire          | Ciudad    | 12.03.1966            | 45,38            | 1,57            | 43,81             | 18 818         | 429,5               |
| 57040  | Beloeil                     | Ciudad    | 19.02.1914            | 25,49            | 1,10            | 24,39             | 21 682         | 889,0               |
| 57045  | Saint-Mathieu-de-Beloeil    | Municipio | 01.07.1855            | 39,31            | 0,03            | 39,28             | 2688           | 68,4                |
| 57050  | Saint-Marc-sur-Richelieu    | Municipio | 01.07.1855            | 62,32            | 1,72            | 60,60             | 2141           | 35,3                |
| 57057  | Saint-Charles-sur-Richelieu | Municipio | 22.03.1995            | 66,54            | 1,86            | 64,68             | 1677           | 25,9                |
| 57068  | Saint-Denis-sur-Richelieu   | Municipio | 24.12.1997            | 86,28            | 2,01            | 84,27             | 2343           | 27,8                |
| 57075  | Saint-Antoine-sur-Richelieu | Municipio | 06.11.1982            | 67,88            | 2,17            | 65,71             | 1719           | 26,2                |
| 570    | La Vallée-du-Richelieu      | MRC       | 01.01.1982            | 604,60           | 17,47           | 587,13            | 121 725        | 207,3               |